# Frederic Cliffe
Frederic Cliffe (født 2. maj 1857 i Bradford - død 19. november 1931 i London, England) var en engelsk komponist, professor, organist og lærer.
Cliffe studerede komposition og orgel på Det Kongelige Musikkonservatorium i London hos bl.a. Arthur Sullivan. Han har skrevet 2 symfonier, orkesterværker, kammermusik, koncerter, sange, korværker etc. Han underviste som professor og lærer i klaver og komposition på Det kongelige Musikkonservatorium.

## Udvalgte værker
- Symfoni nr. 1 (i C-mol) (1889) - for orkester
- Symfoni nr. 2 (i E-mol) (1893) - for orkester
- Violinkoncert (i D-mol) (1896) - for violin og orkester
- Orkestralt billede: "Sky og solskin" (1890) - for orkester